# Vány
Vány mára elpusztult középkori falu Pesttől délre, Bugyitól északra, az akkori Pest és Fejér vármegyék határán. Először egy 1277-es iratban, Tavarnuk birtok bejárásakor említik Vány területét (terra Vány). Már korábban lakott hely volt, ami a tatárjárás idején pusztult el. A magyar helynevek jellegzetessége a -puszta utótag, ami kizárólag a tatárjárás alatt elnéptelenedett falvak jelzőjeként alakult ki. A ma is létező -puszta utótagú településnevek utólag újra benépesülő lakott helyről tanúskodnak.
1359-ben Nagy Lajos király Dobosi Lőrinc fiának, Mihály királyi solymárnak adományozta. Mihály a birtok nagy részét 1368-ban Besenyői Tamás Egyed fiának adta el. A Besenyőiek újra benépesítették a falut, és a későbbi iratokban már Mihály és Tamás is Ványi családnévvel szerepel. A falu központjában Szent György temploma állt.
A következő 150 évben a falut folyamatosan lakták. 
Az 1526-os mohácsi csata, majd pedig Buda eleste (1541) Ványra épp oly szomorú következményekkel járt, mint a Duna–Tisza köze sok más falvára. A lakosok Bugyiba és más falvakba menekültek. A tizenöt éves háború alatt Bugyi is elpusztult, így Vány korábbi lakóinak ismét menekülniük kellett: a török összeírásokból tudjuk, hogy ezúttal többek között Veresegyházon, Vácott és Mikebudán telepedtek le.
A hajdani  falu emlékét ma Alsóvány és Felsővány neve őrzi.

## Ismertebb lakosok
- Mihály királyi solymár (1359 körül)
- Besenyői Tamás fia, Egyed (1368 körül)
- Ványi Zsigmond, királyi ember (1438-1463)
- Ványi Ambrus, királyi ember (1447-1483)
- Ványi Tamás, Pest megyei szolgabíró (1522-1525)

## Jelentősebb események
- 1241: Muhi csata
- 1277: Vány első fennmaradt írásos említése
- 1359: Nagy Lajos király Dobosi Lőrinc fiának, Mihály királyi solymárnak adományozza Vány birtokot
- 1368: Mihály Vány jelentős részét eladja Besenyői Tamás fiának Egyednek
- 1526: Mohácsi csata
- 1541: Vány pusztulása, Buda eleste
- 1596: Bugyi pusztulása

## Külső hivatkozások
- Bugyi nagyközség története, ványi hivatkozások